# 西村彰一
西村 彰一（にしむら しょういち、1898年（明治31年）5月8日）- 1958年（昭和33年）11月24日）は、日本の農林官僚、教育者、政治家。富山県知事、大東文化大学教授、衆議院議員。旧姓・永井。

## 経歴
長野県上水内郡古牧村平林（現長野市）出身。旧制長野中学（現長野県長野高等学校）、松本高等学校理科を経て1923年、東京帝国大学農学部農業経済学科を卒業し、翌1924年、同大法学部政治学科を卒業。農林省に入り農林属となる。
以後、農林事務官、農林書記官、大阪営林局長、農林省山林局長などを歴任。1944年2月、富山県知事に就任し、同年7月まで在任。農商省農政局長に移り、さらに馬政局長官、農林省開拓局長を務めた。
戦後に退官し、公職追放となり、京都帝国大学・日本大学・専修大学の各講師、大東文化大学教授を務める。その他、全国種苗協会長、拓洋水産社長、長野県農業委員協議会長、東京教育研究所長などを歴任。
1955年2月の第27回衆議院議員総選挙で長野県第1区に日本社会党（社会党右派）から出馬し当選。衆議院議員を一期務め、日本社会党企画部長、同党長野県連委員長を歴任。
1958年11月24日死去。享年60。